# マクラウド真空計
マクラウド真空計（マクラウドしんくうけい、英語：McLeod gauge）は、高真空の圧力を計測するための水銀液柱圧力計である。1874年にハーバート・マクラウドによって発明された。

## 原理
水銀の入っていない位牌型のマノメーターを考える。このマノメーターのU字管の底の部分に水銀を出し入れするための出入り口をつけたものが、マクラウド真空計の基本的な構造に相当する。まず水銀を抜いた状態で真空計を圧力を測定する系と接続し、内部の圧力を系と等しくする。この状態でU字管の底から水銀を注入していく。マノメーターのU字管のうち片方は末端が封じられているため、水銀の上昇につれて内部のガスが圧縮され圧力が高まる。もう一方は測定する系につながっているため、圧力は測定する系と等しいままである。この結果、U字管内の水銀柱に高さの差が現れる。そして表面張力などを無視すると以下の式が成り立つ。
{\displaystyle \left({\frac {V_{0}}{V}}-1\right)p=\rho g\Delta h}
V0は封じられている側の管の体積、Vは封じられている側の管内の気体の体積、pは測定系の圧力、ρは水銀の密度、gは重力加速度、Δhは水銀柱の高さの差である。
このように気体の圧縮を利用して圧力をV0/V - 1倍に増幅し、高真空でも測定できるようにしたのがマクラウド真空計である。

## 構造
実際のマクラウド真空計の構造は、圧力の増幅を大きく（1000倍程度）するために以下のような構造になっている。
- 水銀溜めから2本に分岐したガラス管が上方に伸びている。
- 1本は下部に別の大きな水銀溜めにつながり、さらにそこから細い測定用のガラス管が伸びて、その末端は封じられている。
- 大きな水銀溜めと細い測定用のガラス管によってV0/Vを大きくしている。
- もう1本は圧力を測定する系につながっており、途中で参照用の側管が分岐している。
- 参照用側管は測定用のガラス管と同じ径になっており、表面張力の差が発生しないようになっている。

測定を行う際には、参照用側管の水銀柱の高さを測定用ガラス管の上端に合わせるようになっている。このときV = SΔh（Sは測定用の管の断面積）となり、V0 >> Vであるから
{\displaystyle p=\rho g\Delta h^{2}{\frac {S}{V_{0}}}}
という簡単な式で圧力は表せる。

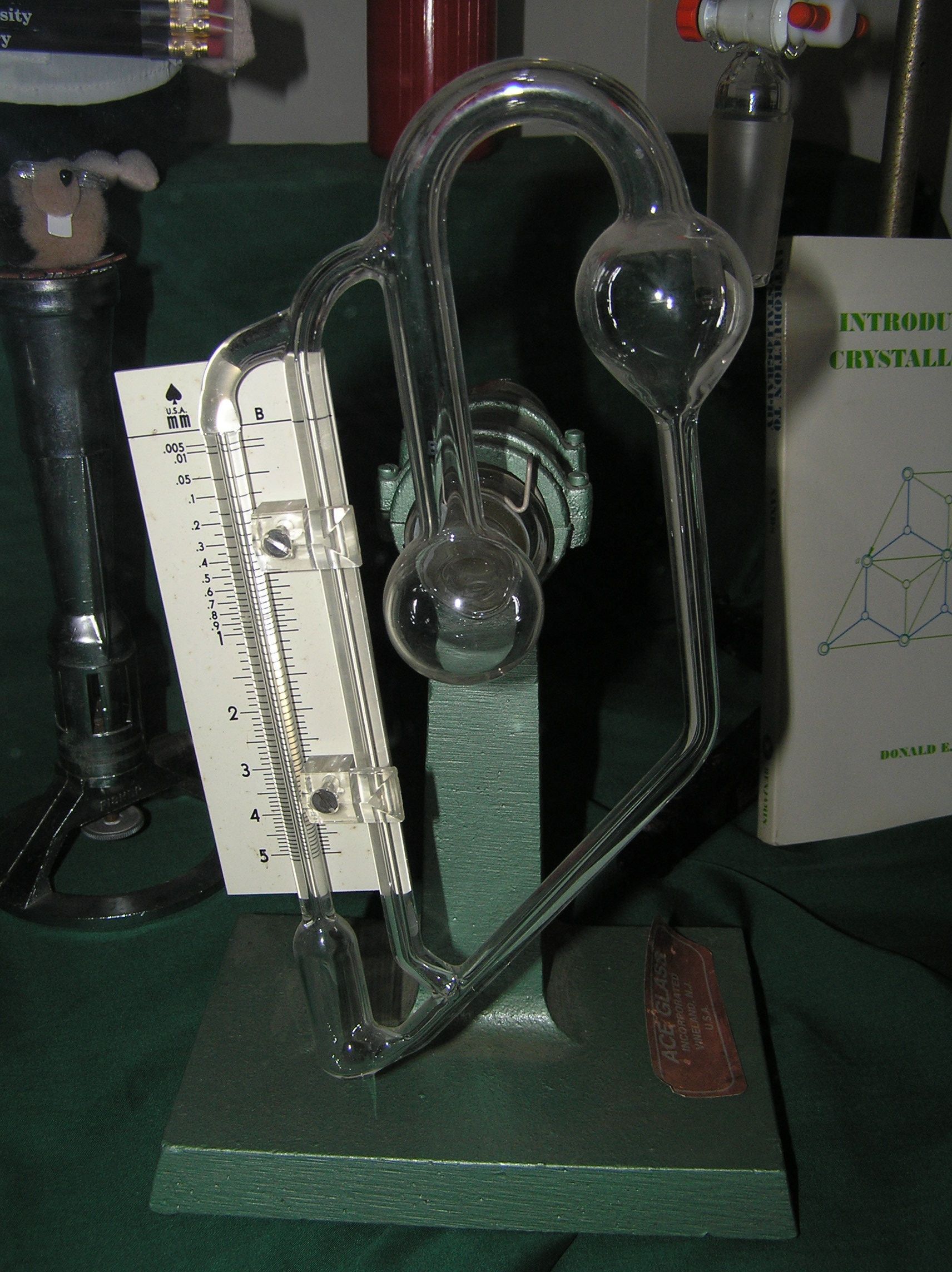
回転型マクラウド真空計。一番左側の管が測定管、2番目の管が参照管である。右側の球が水銀溜め。中央の球状の部分を裏側から測定系に接続する。写真は測定中の位置で、未使用時は装置全体を右に回転させ、水銀溜めの部分を下側に持ってくる。

また簡易型のマクラウド真空計として回転型マクラウド真空計がある。通常は装置全体を傾けておき、この時、水銀は自重で水銀溜めに戻り測定管から抜けた状態になる。測定する時には測定管が鉛直に立つように装置全体を回転させると、水銀が移動して測定管に送られるようになっている。この方式では真空計内の水銀の質量が定められており、その所定量の水銀を注入したときの水銀柱の高さと圧力の関係が測定管に刻まれている。

## 欠点
水銀が汚染されると表面張力の影響が大きくなり、正確な値を示さなくなる。そのため、圧縮によって凝縮する成分を含む系の圧力の測定には不向きである。